# خشندرق (أوجان الشرقي)
خشندرق (بالفارسية: خشندرق) هي مستوطنة تقع في إيران في قسم أوجان الشرقي الريفي. يقدر عدد سكانها بـ 440 نسمة .